# Javier Cáceres
Javier Cáceres (Callao, 8 settembre 1939) è un ex calciatore peruviano.

## Carriera

### Club
Cáceres ha giocato nello Sport Boys.

### Nazionale
Venne convocato nella Nazionale olimpica di calcio del Perù, per disputare le XVII Olimpiadi. Con gli andini ottenne il terzo posto del girone D della fase a gruppi, venendo eliminato dalla competizione.

## Statistiche

### Cronologia presenze e reti nella Nazionale Olimpica
| Cronologia completa delle presenze e delle reti in nazionale ― Perù olimpica | Cronologia completa delle presenze e delle reti in nazionale ― Perù olimpica | Cronologia completa delle presenze e delle reti in nazionale ― Perù olimpica | Cronologia completa delle presenze e delle reti in nazionale ― Perù olimpica | Cronologia completa delle presenze e delle reti in nazionale ― Perù olimpica | Cronologia completa delle presenze e delle reti in nazionale ― Perù olimpica | Cronologia completa delle presenze e delle reti in nazionale ― Perù olimpica | Cronologia completa delle presenze e delle reti in nazionale ― Perù olimpica |
| Data                                                                         | Città                                                                        | In casa                                                                      | Risultato                                                                    | Ospiti                                                                       | Competizione                                                                 | Reti                                                                         | Note                                                                         |
| ---------------------------------------------------------------------------- | ---------------------------------------------------------------------------- | ---------------------------------------------------------------------------- | ---------------------------------------------------------------------------- | ---------------------------------------------------------------------------- | ---------------------------------------------------------------------------- | ---------------------------------------------------------------------------- | ---------------------------------------------------------------------------- |
| 29/08/1960                                                                   | Napoli                                                                       | Ungheria olimpica                                                            | 6 – 2                                                                        | Perù olimpica                                                                | Olimpiadi 1960                                                               | -                                                                            |                                                                              |
| Totale                                                                       |                                                                              | Presenze                                                                     | 1                                                                            |                                                                              | Reti                                                                         | 0                                                                            |                                                                              |